# Earl Evans
Earl Joseph Evans II (Port Arthur, 11 novembre 1955 – Edmond, 24 dicembre 2012) è stato un cestista statunitense, professionista nella NBA.

## Carriera
Venne selezionato dai Detroit Pistons all'ottavo giro del Draft NBA 1978 (157ª scelta assoluta).